# Ted Stepien
Ted Stepien (ur. 25 czerwca 1925, zm. 10 września 2007 w Willoughby Hills) – amerykański działacz sportowy, pomysłodawca, promotor i jeden z głównych współtwórców draftu – systemu naboru nowych koszykarzy do ligi NBA
W kwietniu 1980 r., za sumę dwóch milionów dolarów nabył 37% udziałów w drużynie koszykarskiej Cleveland Cavaliers, stając się jej największym akcjonariuszem. Klub sprzedał w 1983 r., za blisko 20 milionów dolarów.